# Vincenzo Mai
(V. Mai - da Epitaffio pneumatico della ceralacca)
Vincenzo Mai (Modena, 1903 – Pescara, 2001) è stato un artista italiano.

## Biografia
Esordisce giovanissimo in campo letterario con “L'Isola del Tempo – Uomini d'acciaio perduti nel Mar Pacifico”, pubblicato a Milano nel 1921. Si tratta nella prima parte di un romanzo futurista (ma senza la distruzione della sintassi e l'uso delle parole in libertà), che descrive la preparazione e il volo dell'aeroplano, mentre nella seconda prevalgono atmosfere legate ai romanzi di Emilio Salgari, con interessanti anticipazioni di temi che diverranno tipici della fantascienza del XX secolo.
Nonostante la limitata diffusione dell'opera, viene notato da Marinetti e dagli altri futuristi e coinvolto in diverse iniziative del movimento; tra le poesie pubblicate in questo periodo su diverse riviste si ricorda l'"Epitaffio pneumatico della ceralacca", scritto in occasione dell'inaugurazione del nuovo servizio di posta pneumatica della città di Milano. Nel 1927 fonda insieme a Marinetti, Fortunato Depero, Michele Leskovic e altri la “Società per la protezione delle macchine”; tre anni dopo, nel 1930, è tra i partecipanti al Concorso Fotografico Nazionale organizzato da Guglielmo Sansoni.
Arruolato durante la Seconda guerra mondiale, viene fatto prigioniero in Africa nel 1942 e trascorre alcuni anni di prigionia negli Stati Uniti. È qui che probabilmente conosce la ‘scuola’ di fumetto dei supereroi, che contribuisce a portare in Italia: collabora ad esempio alle prime pubblicazioni di Batman per le Edizioni Milano di Cino del Duca, attirato senz'altro dalle tematiche del volo e della macchina presenti nelle vignette create da Bob Kane; tra le carte del periodo è possibile leggere la sceneggiatura dell'episodio (mai pubblicato) “L'Uomo-Pipistrello contro Fumo Nero”.
Al termine della guerra, si allontana quasi definitivamente dall'attività pubblica, dedicandosi alla famiglia e ad attività imprenditoriali.
In seguito alla morte di Mai, l'accesso al suo archivio privato ha permesso di certificare come egli non abbia mai abbandonato completamente l'attività letteraria. Di particolare interesse risultano le prose liriche di Più veloce del sole al tramonto, che attraverso l'esperienza autobiografica (Mai praticò negli anni della maturità il podismo a livello amatoriale) ripropongono in maniera originale e profonda il topos dello sport come metafora della vita. Ad un incidente di carattere podistico (Mai fu colpito da un contadino che l'aveva scambiato per un ladro) è dedicato uno dei pochi testi pubblicati nella seconda metà del secolo, la poesia Non tutti gli errori sono uguali.